# Humusu A
Humusu A is een bestuurslaag in het regentschap Timor Tengah Utara van de provincie Oost-Nusa Tenggara, Indonesië. Humusu A telt 1148 inwoners (volkstelling 2010).